# NGC 6352
NGC 6352 (другие обозначения — GCL 64, ESO 228-SC3) — шаровое скопление в созвездии Жертвенник.
Этот объект входит в число перечисленных в оригинальной редакции «Нового общего каталога».